# Bandeira do Sudão do Sul
A bandeira do Sudão do Sul foi adotada pelo Amplo Acordo de Paz que terminou a Segunda Guerra Civil Sudanesa.  A bandeira foi anteriormente usada pelo Exército Popular de Libertação do Sudão. A bandeira é semelhante à bandeira do Quénia, com a adição de um triângulo azul e uma estrela dourada dentro do triângulo. Diz-se que as cores representam o povo sul-sudanês (preto), o sangue derramado pela liberdade (vermelho), a terra (verde), a estrela dourada representa a estrela de Belém, à medida que os estados do Sudão do Sul se unem. A bandeira do Sudão do Sul é uma das três bandeiras de seis cores do mundo, juntamente com as da África do Sul e Dominica.

## História
Quando o Sudão se tornou independente em 1956, os povos predominantemente cristãos e animistas que viviam no sul do país não tinham símbolos regionais, enquanto o norte, já dominante, exibia símbolos islâmicos na bandeira nacional. Antes da independência, o governo britânico havia criado símbolos locais apropriados para as regiões do Sudão, mas o novo governo no Sudão independente se opôs ao uso desses símbolos por ser contraproducente para promover a unidade nacional.
Desde o início, os sul-sudanesas se sentiram discriminados pelo norte islâmico. Os sulistas lutaram na Segunda Guerra Civil Sudanesa para conquistar sua independência, seguida por um acordo de paz em 2005 que incluiu um referendo sobre a independência no sul. O referendo foi aprovado com apoio esmagador em 2011, e o Sudão do Sul se tornou oficialmente independente em 9 de julho. Na década de 1990, durante a luta com o norte, os sul-sudaneses criaram uma bandeira de independência, que se tornaria a nova bandeira nacional. Esta bandeira foi desenhada por Samuel Ajak,  que foi um artista e general de brigada do Exército Popular de Libertação do Sudão sob o comando do líder revolucionário de John Garang.  No entanto, esta bandeira nunca foi definida em detalhes, o que levou a mal-entendidos sobre suas cores oficiais ou a rotação da estrela nela.
Para resolver as discrepâncias, em 25 de agosto de 2023, a Autoridade de Mídia do Sudão do Sul divulgou um comunicado às empresas de publicidade e impressão identificando a versão correta da bandeira como tendo um chevron azul claro e uma estrela vertical. É agora ilegal no Sudão do Sul distribuir reproduções alternativas da bandeira que apresentem um chevron azul escuro ou uma estrela inclinada. 

## Descrição
A bandeira apresenta semelhança com as bandeiras do Sudão e do Quênia. Compartilha o preto, o branco, o vermelho e o verde da bandeira sudanesa (embora o simbolismo das cores seja diferente), além de possuir uma divisa ao longo da talha. As faixas horizontais pretas, brancas, vermelhas e verdes da bandeira compartilham o mesmo desenho da bandeira queniana e do simbolismo pan-africano da mesma.
Outra diferença entre as bandeiras do Sudão e do Sudão do Sul é que existe uma estrela amarela dentro do triângulo azul (como a bandeira do Congo Belga), representando a união do Sudão do Sul, porém a descrição da bandeira no geral é imprecisa, com debates sobre a estrela e tonalidade do azul, o'que causou criações de variantes.

## Simbologia
O governo do Sudão do Sul especifica que as cores da bandeira existem para representar estas descrições do Sudão do Sul::
- Preto: Representa o povo Sul-sudanês.
- Vermelho: Representa o sangue derramado pela independência.
- Verde: Representa a riqueza agrícola, natural, a terra, bem como o progresso do país.[8]
- Branco:  Representa a paz
- Azul:  Representa as águas do rio Nilo, fonte de vida.
- Amarelo: Representa união, esperança e determinação.[8]

## Bandeiras históricas

Bandeira do Movimento Mahdista no Sudão (1885-1899)
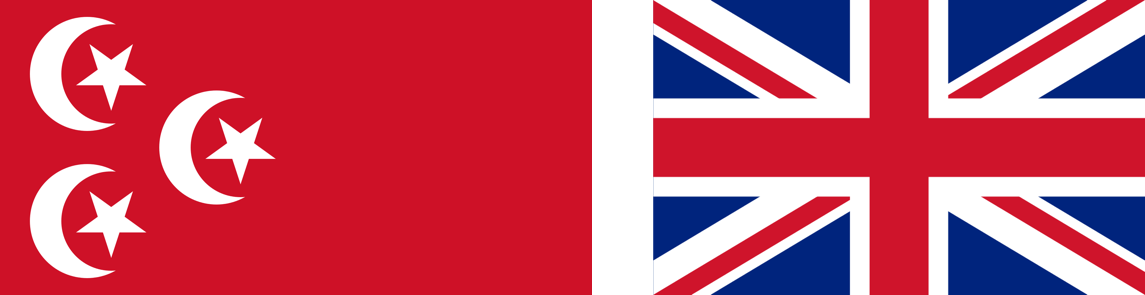
Bandeira do Sudão Anglo-Egípcio (1914-1922)
Bandeira do Sudão Anglo-Egípcio (1922-1955)
Bandeira do Sudão provisório na Conferência de Bandungue (1955)
Bandeira do Sudão (1956-1970)
Bandeira do Sudão usada no Sudão do Sul (1970-2011)
Bandeira do Governo Provisório do Nilo (GPN) e do autodeclarado República do Nilo (1969-1971)

### República do Sudão do Sul

Bandeira do Sudão do Sul (2011-2023)
Bandeira do Sudão do Sul (2011-2023), variante

## Bandeiras regionais

Bandeira de Bahr el Ghazal.
Bandeira do EPLS (1983-1995)
Bandeira do EPLS (1995)
Uma das muitas bandeiras hasteadas na capital do Sudão do Sul no Dia da Independência.
Bandeira presidencial do Sudão do Sul.

## Outras bandeiras

### Bandeiras do governo

Estandarte do presidente do Sudão do Sul.
Bandeira do governador geral britânico (usada no Sudão Anglo-Egípcio).

### Bandeiras militares

Bandeira das Forças Armadas do Sudão do Sul [a] (2011–presente)
Bandeira das Forças Armadas do Sudão do Sul [a] (até 2011)
Bandeira da Força de Defesa do Sudão (1925–1956; usada no Sudão Anglo-Egípcio)
Roundel da Força Aérea do Sudão do Sul

### Bandeiras de partidos políticos

Bandeira usada pelo Movimento Popular de Libertação do Sudão .
Bandeira usada pelo Movimento Popular de Libertação do Sudão.
Bandeira usada pelo Movimento Popular de Libertação do Sudão.
Bandeira usada pelo Movimento Popular de Libertação do Sudão.
Bandeira do Movimento de Libertação do Sudão do Sul
Bandeira da Frente de Salvação Nacional
Bandeira da Frente Democrática Unida
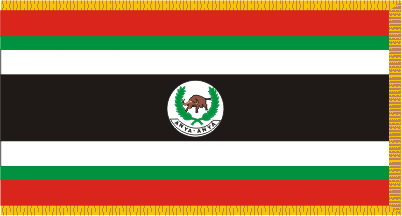
Bandeira do Anya Nya (1963–1972)
Bandeira da Frente de Libertação da Azânia (1965–1970)
Bandeira do Exército Popular de Libertação do Sudão - Nasir (1991–2002)

### Bandeiras diversas

Uma das muitas bandeiras hasteadas na capital do Sudão do Sul no Dia da Independência.
Bandeira dos dincas
Bandeira dos baris
Bandeira do Exército Branco Nuer